# Ганизада, Азита
Ази́та Ганиза́да (англ. Azita Ghanizada, род. 17 ноября 1979 года, Кабул) — американская актриса афганского происхождения.

## Ранняя жизнь и образование
Ганизада родилась в Кабуле, Афганистан, но её семья бежала из родной страны из-за Афганской войны, когда она была ещё ребёнком. Они прибыли в США, где получили убежище как политические беженцы. Ганизада выросла в мульти-культурной консервативной семье; у неё есть две сестры, а родители развелись, когда она была ещё в средней школе. Ганизада окончила среднюю школу Джеймса Мэдисона в Виенне, штат Виргиния и получила степень по английскому языку и коммуникациям в Политехническом университете Виргинии.

## Фильмография
| Кино        | Кино                                            | Кино                          | Кино                    | Кино                                      |
| Год         | Русское название                                | Оригинальное название         | Роль                    | Примечание                                |
| ----------- | ----------------------------------------------- | ----------------------------- | ----------------------- | ----------------------------------------- |
| 2004        | Поцелуй в нос                                   | A Kiss on the Nose            | Чиара                   | Короткометражка                           |
| 2007        | Формула S. E. X. A.                             | X’s & O’s                     | Анита                   |                                           |
| 2009        | Почему мужчины становятся геями в Лос-Анджелесе | Why Men Go Gay in L.A.        |                         |                                           |
| 2010        | Ты, только лучше                                | You, Only Better…             | Кали Паркер             |                                           |
| 2011        | Кровавый выстрел                                | Blood Shot                    | Зара                    |                                           |
| 2016        | Бегущая от реальности                           | Complete Unknown              | Рамина                  |                                           |
| 2019        | Друзья навсегда                                 | Our Friend                    | Элизабет                |                                           |
| Телевидение |                                                 |                               |                         |                                           |
| Год         | Русское название                                | Оригинальное название         | Роль                    | Примечание                                |
| 2005        | Ищейка                                          | The Closer                    | соседка                 | Эпизод «Batter Up»                        |
| 2006        | 4исла                                           | Numb3rs                       | Прита                   | Эпизод «Harvest»                          |
| 2007        | Кости                                           | Bones                         | подружка                | Эпизод «The Man in the Mansion»           |
| 2007        | Свадебные колокола                              | The Wedding Bells             | Джоди                   | Эпизод «Wedding from Hell»                |
| 2007        | Вероника Марс                                   | Veronica Mars                 | Амира Кримани           | Эпизод «Un-American Graffiti»             |
| 2008        | Генеральный госпиталь: Ночная смена             | General Hospital: Night Shift | доктор Саира Батра      | Главная роль; 14 эпизодов                 |
| 2009        | Как я встретил вашу маму                        | How I Met Your Mother         | сексуальная полицейская | Эпизод «As Fast as She Can»               |
| 2009        | Красавцы                                        | Entourage                     | Келли                   | Эпизод «Amongst Friends»                  |
| 2009        | Ясновидец                                       | Psych                         | Мина                    | Эпизод «Bollywood Homicide»               |
| 2009        | Говорящая с призраками                          | Ghost Whisperer               | Шари                    | Эпизод «Devil’s Bargain»                  |
| 2010        | Жёсткая торговля                                | Tough Trade                   | Сабина                  | ТВ фильм                                  |
| 2010        | Касл                                            | Castle                        | госпожа Сапфира         | Эпизод «The Mistress Always Spanks Twice» |
| 2010        | Морская полиция: Лос-Анджелес                   | NCIS: Los Angeles             | Рашель Стэнтон          | Эпизод «Disorder»                         |
| 2011        | Секс по дружбе                                  | Friends with Benefits         | Таси                    | Эпизод «The Benefit of Full Disclosure»   |
| 2011-12     | Люди Альфа                                      | Alphas                        | Рэйчел Пирзат           | Главная роль; 24 эпизода                  |
| 2012        | Следствие по телу                               | Body of Proof                 | Аннабель Кип            | Эпизод «Cold Blooded»                     |
| 2012        | Всю ночь напролёт                               | Up All Night                  | Наташа                  | Эпизод «The Game of Life»                 |
| 2013        | Менталист                                       | The Mentalist                 | Дефайнс                 | Эпизод «Green Thumb»                      |
| 2014        | Особо тяжкие преступления                       | Major Crimes                  | Анджела Соамс           | Эпизод «Frozen Assets»                    |
| 2014        |                                                 | Ellen More or Less            | Люси                    | Эпизод «Pilot»                            |